# Hesperis hyrcana
Hesperis hyrcana là một loài thực vật có hoa trong họ Cải. Loài này được Bornm. & Gauba mô tả khoa học đầu tiên.